# Apeadeiro de Travagem
O apeadeiro de Travagem é uma gare da Linha do Minho, que serve a localidade de Travagem, na freguesia de Ermesinde do município de Valongo, em Portugal.

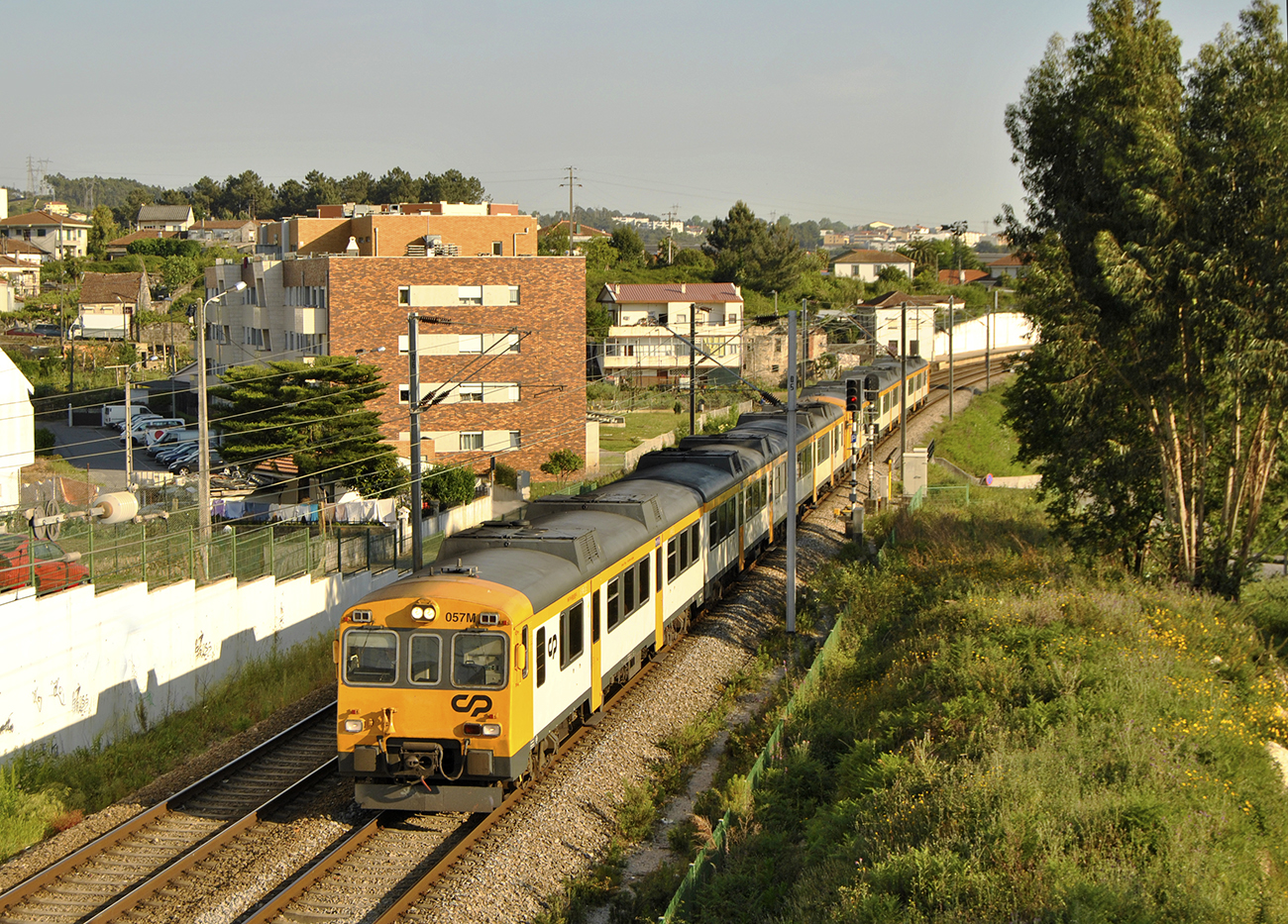
O apeadeiro de Travagem em 2013, sendo o extremo norte da plataforma visível ao fundo à direita da fotografia.

## Descrição

### Localização e acessos
Este interface situa-se no norte da freguesia de Ermesinde, concelho de Valongo, com acessos pelas ruas da Boavista (a nascente) e Senhor dos Aflitos e Manuel Feliciano Vieira da Silva Cruz (a poente); o acesso principal ao apeadeiro, a poente, é uma praceta na confluência destas duas ruas e está equipado com estacionamento para 66 automóveis num raio de 100 m. Travagem é dado pela C.P. como tendo «ligação a autocarros», situando-se as paragens mais próximas a 355 m (código de paragem Andante: SLOP, carreira 702), 410 m (BOVT1 e BOVT2, 704), 297 m (TVG4, 702), 240 m (14), e 323 m (14).

### Infraestrutura
Como apeadeiro numa linha de via dupla, esta interface apresenta-se nas duas vias de circulação (I e II) cada uma acessível por plataforma — uma com 223 m de comprimento e 68 cm de altura, e a outra com 225 m e 86 cm, respetivamente.
Situa-se junto a esta estação a substação de tração de Travagem, contratada à C.P., que assegura aqui a eletrificação da totalidade da Linha de Leixões e da Concordância de São Gemil bem como de partes das linhas do Douro, entre as zonas neutras de São Martinho do Campo, São Frutuoso, e Aguda, e o término do troço eletrificado, em Leixões.

### Serviços
Em dados de 2022, esta interface é servida por comboios de passageiros da USGP (C.P.), oriundos de Porto-Campanhã e com destino a Braga (26 circulações diárias em cada sentido) e Guimarães (onze circulações diárias em cada sentido).

## História
Este apeadeiro situa-se no troço da Linha do Minho entre Campanhã e Nine, que foi aberto à exploração, junto com o Ramal de Braga, em 21 de Maio de 1875.

Em 1935, a divisão do Minho e Douro da Companhia dos Caminhos de Ferro Portugueses construiu um abrigo neste apeadeiro. Em 1985, com este troço anda em via única, Travagem estava dotado de plataforma do lado nascente da via (lado direito do sentido ascendente, para Monção).